# Львівська обласна рада депутатів трудящих III скликання
Львівська обласна рада депутатів трудящих третього скликання — представничий орган Львівської області у  1950—1953 роках.
Нижче наведено список депутатів Львівської обласної ради 3-го скликання, обраних 17 грудня 1950 року в загальних та особливих округах. Всього до Львівської обласної ради 3-го скликання було обрано 80 депутатів.
| Прізвище, ім'я, по-батькові       | Місто чи район           | Виборчий округ          | Посада | Примітки         |
| --------------------------------- | ------------------------ | ----------------------- | --- | ---------------- |
| Алюкін Іван Павлович              | Заболотцівський район    | Заболотцівський № 18    | обласний військовий комісар Львівської області                                                                   |                  |
| Баштик Уляна Данилівна            | Сокальський район        | Сокальський № 49        | голова правління колгоспу імені Сталіна Сокальського р-ну                                                        |                  |
| Беновська Стефанія Василівна      | Куликівський район       | Куликівський № 29       | вчителька Великодорошівської семирічної школи Куликівського р-ну                                                 |                  |
| Беркета Ольга Петрівна            | Красненський район       | Красненський № 28       | заступник голови правління колгоспу імені Івана Франка Красненського р-ну                                        |                  |
| Бідак Софія Іванівна              | місто Львів              | Шевченківський № 73     | майстер цеху по ремонту газомірів заводу «Львівгаз»                                                              |                  |
| Білецька Ганна Михайлівна         | Великомостівський район  | Великомостівський № 9   | колгоспниця колгоспу імені 17 Вересня Великомостівського р-ну                                                    |                  |
| Білоскурський Михайло Олексійович |                          | особливий округ № 78    | командир 24-ї стрілецької Самаро-Ульяновської залізної дивізії Прикарпатського військового округу, генерал-майор |                  |
| Васильєв Віктор Борисович         | місто Львів              | Червоноармійський № 64  | слюсар складального цеху Львівського електролампового заводу                                                     |                  |
| Вихід Ірина Михайлівна            | Брюховицький район       | Брюховицький № 4        | ланкова колгоспу імені Сталіна Брюховицького р-ну                                                                |                  |
| Галицький Кузьма Микитович        |                          | особливий округ № 77    | командувач військ Прикарпатського військового округу, генерал армії                                              |                  |
| Головченко Григорій Іванович      | Красненський район       | Красненський № 27       | начальник Львівської залізниці                                                                                   |                  |
| Грищенко Яків Миколайович         | Винниківський район      | Винниківський № 10      | уповноважений Міністерства заготівель СРСР по Львівській області                                                 |                  |
| Грубич Антоніна Денисівна         | Олеський район           | Олеський № 36           | головний агроном Олеського районного відділу сільського господарства                                             |                  |
| Грушецький Іван Самійлович        | місто Львів              | Залізничний № 67        | 1-й секретар Львівського обкому КП(б)У                                                                           |                  |
| Добжинський Василь Петрович       | місто Львів              | Червоноармійський № 65  | завідувач Львівського обласного торгівельного відділу                                                            |                  |
| Добровольський Семен Степанович   | Яворівський район        | Яворівський № 53        | секретар Львівського обкому КП(б)У                                                                               |                  |
| Дудикевич Богдан Корнилович       | місто Львів              | Сталінський № 57        | директор Львівського філіалу Центрального музею В.І.Леніна                                                       |                  |
| Єременко Федір Ісакович           | місто Львів              | Сталінський № 55        | заступник голови Львівського облвиконкому                                                                        |                  |
| Жінчин Олена Прокопівна           | Магерівський район       | Магерівський № 32       | ланкова колгоспу імені Сталіна Магерівського р-ну                                                                |                  |
| Завадка Йосип Федорович           | місто Львів              | Залізничний № 70        | директор Львівського авторемонтного заводу                                                                       |                  |
| Збижко Марія Анастасіївна         | Рава-Руський район       | Рава-Руський № 45       | ланкова колгоспу імені Кірова Рава-Руського р-ну                                                                 |                  |
| Зленко Андрій Никифорович         | Жовківський район        | Жовківський № 17        | 2-й секретар Львівського обкому КП(б)У                                                                           |                  |
| Іванців Євген Маркович            | місто Львів              | Сталінський № 58        | голова Сталінського райвиконкому міста Львова                                                                    |                  |
| Каплунова Євдокія Іванівна        | Перемишлянський район    | Перемишлянський № 37    | голова Львівського обласного суду                                                                                |                  |
| Кияк Григорій Степанович          | місто Львів              | Червоноармійський № 59  | завідувач кафедри рільництва Львівського сільськогосподарського інституту                                        |                  |
| Кіх Марія Семенівна               | Кам'янсько-Бузький район | Кам'янсько-Бузький № 25 | завідувач відділу по роботі серед жінок Львівського обкому КПУ                                                   |                  |
| Коваль Катерина Петрівна          | Краковецький район       | Краковецький № 26       | ланкова колгоспу «Перемога» Краковецького р-ну                                                                   |                  |
| Козачишин Микола Якович           | Винниківський район      | Винниківський № 11      | голова Винниківського райвиконкому                                                                               |                  |
| Козланюк Петро Степанович         | місто Львів              | Шевченківський № 75     | голова правління Львівського відділення Спілки радянських письменників України                                   |                  |
| Колеба Стефанія Іванівна          | Глинянський район        | Глинянський № 12        | ланкова колгоспу імені Шевченка Глинянського р-ну                                                                |                  |
| Колесса Микола Філаретович        | Бібрський район          | Бібрський № 2           | диригент симфонічного оркестру Львівської обласної філармонії                                                    |                  |
| Кононихіна Ганна Софронівна       | Немирівський район       | Немирівський № 33       | завідувачка Немирівської районної лікарні                                                                        |                  |
| Костенко Василь Семенович         | місто Львів              | Червоноармійський № 62  | 1-й секретар Львівського міськкому КП(б)У                                                                        |                  |
| Костів Михайло Матвійович         | місто Львів              | Червоноармійський № 60  | бригадир будівельної бригади Львівського будівельного управління                                                 |                  |
| Кудловська Ольга Тимофіївна       | місто Львів              | Шевченківський № 76     | директор Львівської фабрики кави                                                                                 |                  |
| Кульчицька Олена Львівна          | місто Львів              | Залізничний № 71        | художник Львівського етнографічного музею                                                                        |                  |
| Лаврик Семен Семенович            | Золочівський район       | Золочівський № 20       | завідувач Львівського обласного відділу охорони здоров'я                                                         |                  |
| Лисюк Іван Семенович              | Городоцький район        | Городоцький № 15        | директор Братковицької МТС Городоцького р-ну                                                                     |                  |
| Ліщинська Теодора Теодорівна      | місто Львів              | Залізничний № 68        | вчителька середньої школи № 34 міста Львова                                                                      |                  |
| Майструк Володимир Федорович      | Пустомитівський район    | Пустомитівський № 43    | начальник Львівського обласного управління державної безпеки (МДБ)                                               |                  |
| Макара Соломія Андріївна          | Пустомитівський район    | Пустомитівський № 44    | голова Наварійської сільської ради Пустомитівського р-ну                                                         |                  |
| Маланюк Катерина Якимівна         | Поморянський район       | Поморянський № 41       | свинарка колгоспу імені Сталіна Поморянського р-ну                                                               |                  |
| Манчук Любов Михайлівна           | Івано-Франківський район | Івано-Франківський № 22 | голова Івано-Франківського райвиконкому                                                                          |                  |
| Маньковський Йосип Антонович      | Буський район            | Буський № 7             | секретар Львівського облвиконкому                                                                                |                  |
| Мжаванадзе Василь Павлович        |                          | особливий округ № 80    | член Військової Ради Прикарпатського військового округу, генерал-лейтенант                                       |                  |
| Миргородський Петро Леонтійович   | Куликівський район       | Куликівський № 30       | 1-й заступник голови Львівського облвиконкому                                                                    |                  |
| Мисюк Пелагія Григорівна          | Бібрський район          | Бібрський № 1           | ланкова колгоспу імені Сталіна Бібрського р-ну                                                                   |                  |
| Найдьонов Павло Андрійович        | Городоцький район        | Городоцький № 14        | заступник голови Львівського облвиконкому                                                                        |                  |
| Ніколаєв Іван Васильович          | місто Львів              | Червоноармійський № 61  | інструктор по кадрах тресту «Укртехпостачнафта»                                                                  |                  |
| Ніколаєнко Василь Сидорович       | місто Львів              | Шевченківський № 74     | голова Львівського міськвиконкому                                                                                |                  |
| Овчаренко Михайло Микитович       | Сокальський район        | Сокальський № 50        | начальник Львівського обласного статистичного управління                                                         |                  |
| Органіста Григорій Захарович      | Кам'янсько-Бузький район | Кам'янсько-Бузький № 24 | голова Кам'янсько-Бузького райвиконкому                                                                          |                  |
| Пелехатий Кузьма Миколайович      | місто Львів              | Сталінський № 54        | голова Львівського облвиконкому                                                                                  | помер 28.03.1952 |
| Петрушко Владислав Іванович       | Яворівський район        | Яворівський № 52        | голова Львівської обласної планової комісії                                                                      |                  |
| Поляк Анастасія Василівна         | Перемишлянський район    | Перемишлянський № 38    | колгоспниця колгоспу імені Леніна Перемишлянського р-ну                                                          |                  |
| Романець Ольга Василівна          | Бродівський район        | Бродівський № 6         | голова Бродівського райвиконкому                                                                                 |                  |
| Романицький Борис Васильович      | місто Львів              | Сталінський № 56        | актор і режисер Львівського театру імені Марії Заньковецької                                                     |                  |
| Романич Михайло Павлович          | місто Львів              | Залізничний № 69        | майстер Львівського машинобудівного заводу                                                                       |                  |
| Савін Гурій Миколайович           | місто Львів              | Залізничний № 72        | ректор Львівського державного університету імені Івана Франка                                                    |                  |
| Смирнов Євген Михайлович          | місто Львів              | Червоноармійський № 63  | директор Львівського механічного заводу                                                                          |                  |
| Стахів Іван Петрович              | Жовківський район        | Жовківський № 16        | колгоспник колгоспу імені Шевченка села Сопошин Жовківського р-ну                                                |                  |
| Степичев Василь Васильович        |                          | особливий округ № 79    | командувач 57-ї повітряної армії Прикарпатського військового округу, генерал-лейтенант авіації                   |                  |
| Стефаник Семен Васильович         | Бродівський район        | Бродівський № 5         | заступник голови Львівського облвиконкому                                                                        |                  |
| Тамара Павло Микитович            | Радехівський район       | Радехівський № 47       | 1-й секретар Радехівського райкому КП(б)У                                                                        |                  |
| Тельний Максим Іванович           | Рава-Руський район       | Рава-Руський № 46       | начальник Політвідділу прикордонних військ МДБ Українського округу                                               |                  |
| Тимочко Михайло Теодорович        | Новояричівський район    | Новояричівський № 35    | голова правління колгоспу «Ленінський шлях» Новояричівського р-ну                                                |                  |
| Ткаченко Олександр Олексійович    | Глинянський район        | Глинянський № 13        | начальник Львівського обласного управління сільського господарства                                               |                  |
| Турченко Павло Савич              | Підкамінський район      | Підкамінський № 40      | завідувач Львівського обласного відділу народної освіти                                                          |                  |
| Уханський Василь Кирилович        | Підкамінський район      | Підкамінський № 39      | голова Підкамінського райвиконкому                                                                               |                  |
| Фольварочний Іліодор Онуфрійович  | Великомостівський район  | Великомостівський № 8   | 1-й секретар Львівського обкому ЛКСМУ                                                                            |                  |
| Харчун Микола Максимович          | Радехівський район       | Радехівський № 48       | бригадир рільничої бригади колгоспу імені 1 Травня Радехівського р-ну                                            |                  |
| Хацько Петро Михайлович           | Івано-Франківський район | Івано-Франківський № 23 | голова правління колгоспу імені Лесі Українки Івано-Франківського р-ну                                           |                  |
| Чиж Ярослав Семенович             | Золочівський район       | Золочівський № 21       | вибійник шахти № 12 Золочівського шахтоуправління                                                                |                  |
| Чубучний Володимир Никифорович    | Новомилятинський район   | Новомилятинський № 34   | 1-й секретар Новомилятинського райкому КП(б)У                                                                    |                  |
| Шанковська Софія Дмитрівна        | Лопатинський район       | Лопатинський № 31       | голова правління колгоспу імені Радянської Армії Лопатинського р-ну                                              |                  |
| Шаровара Арсентій Михайлович      | Щирецький район          | Щирецький № 51          | підривник кар'єру Щирецького гіпсового заводу                                                                    |                  |
| Шеїн Федір Васильович             | місто Львів              | Залізничний № 66        | машиніст залізничного депо Львів-Захід                                                                           |                  |
| Шередека Ольга Павлівна           | Заболотцівський район    | Заболотцівський № 19    | завідувачка ферми колгоспу імені 1 Травня Заболотцівського р-ну                                                  |                  |
| Шматько Дмитро Павлович           | Поморянський район       | Поморянський № 42       | завідувач Львівського обласного фінансового відділу                                                              |                  |
| Юр Панас Романович                | Брюховицький район       | Брюховицький № 3        | відповідальний редактор Львівської обласної газети «Вільна Україна»                                              |                  |

10 січня 1951 року відбулася 1-а сесія Львівської обласної ради депутатів трудящих 3-го скликання. Головою облвиконкому обраний Пелехатий Кузьма Миколайович, 1-м заступником голови — Миргородський Петро Леонтійович, заступниками голови: Стефаник Семен Васильович, Найдьонов Павло Андрійович та Єременко Федір Ісакович. Секретарем облвиконкому обраний Маньковський Йосип Антонович.
Обрано Львівський облвиконком у складі 17 чоловік: Пелехатий Кузьма Миколайович — голова облвиконкому; Миргородський Петро Леонтійович — 1-й заступник голови облвиконкому; Стефаник Семен Васильович — заступник голови облвиконкому; Найдьонов Павло Андрійович — заступник голови облвиконкому; Єременко Федір Ісакович — заступник голови облвиконкому; Маньковський Йосип Антонович — секретар облвиконкому; Грушецький Іван Самійлович — 1-й секретар Львівського обкому КП(б)У; Алюкін Іван Павлович — обласний військовий комісар Львівської області; Петрушко Владислав Іванович — голова Львівської обласної планової комісії; Ткаченко Олександр Олексійович — начальник Львівського обласного управління сільського господарства; Ніколаєнко Василь Сидорович — голова Львівського міськвиконкому; Дудикевич Богдан Корнилович — директор Львівського філіалу Центрального музею В.І.Леніна; Кіх Марія Семенівна — завідувач відділу по роботі серед жінок Львівського обкому КПУ; Смирнов Євген Михайлович — директор Львівського механічного заводу; Романич Михайло Павлович — майстер Львівського машинобудівного заводу; Манчук Любов Михайлівна — голова Івано-Франківського райвиконкому; Мисюк Пелагія Григорівна — ланкова колгоспу імені Сталіна Бібрського р-ну.
26 серпня 1952 року відбулася 7-а сесія Львівської обласної ради депутатів трудящих 3-го скликання. Головою облвиконкому обраний Козланюк Петро Степанович.